# Roberto Urretavizcaya
Roberto Julio Urretavizcaya (Chacabuco, Buenos Aires, 9 de septiembre de 1957-Junín, Buenos Aires, 25 de abril de 2023) fue un piloto de automovilismo argentino. Reconocido a nivel nacional por sus participaciones en el Turismo Carretera y en otras categorías del automovilismo nacional.
Inició su carrera deportiva en 1978, compitiendo en el Turismo Nacional al comando de un Fiat 128. En 1981 ingresó en la Fórmula Renault Argentina, de la cual se proclamó campeón en 1982. Debutó en 1986 en el Turismo Carretera, pasando también por categorías como el Turismo Nacional, Turismo Competición 2000 y Top Race, hasta su retiro definitivo en 2011. Tras su retirada inició su carrera dirigencial, ocupando puestos en la Comisión Directiva de la Asociación Corredores de Turismo Carretera.
Falleció el 25 de abril de 2023 en la ciudad de  Junín, Provincia de Buenos Aires, donde se hallaba internado como consecuencia de las heridas sufridas tras un accidente vial.

## Biografía

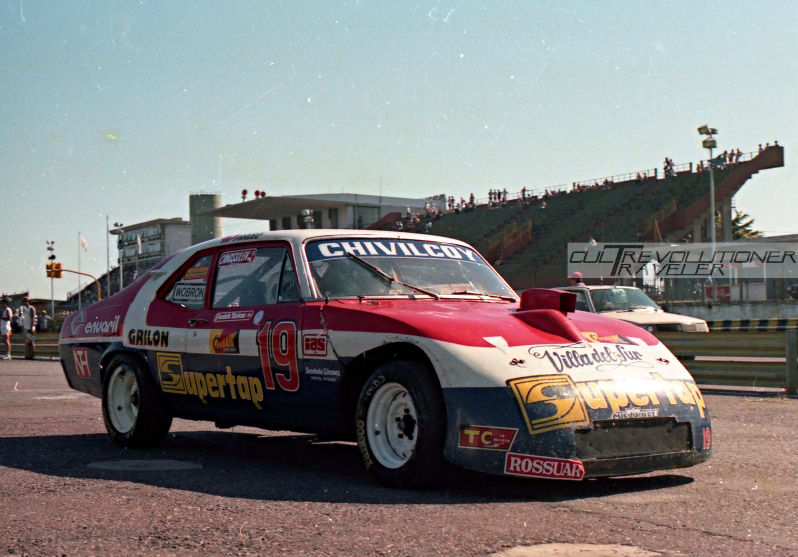
Tito Urretavizcaya en 1987.

Inició su carrera deportiva compitiendo en categorías zonales de motociclismo, entre 1974 y 1977. En 1978 y tras una operación de compra-venta por la cual adquirió un Fiat 128, se inclinó por competir en el automovilismo, debutando en la entonces Clase B del Turismo Nacional. Tras cuatro años corriendo en esta categoría, en 1981 ingresó a la Fórmula Renault Argentina, donde en 1982 obtuvo el que fue su único campeonato a nivel nacional.
Tras estas experiencias, retornó a las competencias de turismos, donde un 7 de septiembre de 1986 debutó en el Turismo Carretera, corriendo para la escudería Supertap Chivilcoy, al comando de un Chevrolet Chevy. Sobre esta unidad, "Urreta" obtendría tres victorias que lo pondrían en la galería de valores del TC, siendo considerado como uno de los mejores pilotos de la década del 80. Anteriormente a este debut, Urreta había participado en la Fórmula Renault Argentina, consagrandeso campeón en 1982 a bordo de un Crespi-Renault. Corrió hasta 1994 en esta escudería y con este modelo, pasando el año siguiente a correr con un Ford Falcon. Con esta unidad obtendría la mayoría de sus triunfos acumulando 6 en total. En este mismo año (1995), experimentaría su primer contacto con el TC 2000 al subirse a un Volkswagen Pointer del equipo de Guillermo Maldonado, aunque solo pudo hacer una carrera. Compitió hasta 1998 con el Falcon de TC, alternando en 1997 y 1998 con las categorías Top Race y TC 2000, donde volvería a correr con Chevrolet al subirse a una unidad Chevrolet Vectra de la escudería de Hugo Bini.
En 1999 haría un doble cambio de marca, corriendo con Chevrolet en el TC y con un Ford Escort en el TC 2000, retornando en el 2000 al Ford de TC. Este año también conduciría un Honda Civic de TC 2000. Los años siguientes, continuaría intercambiando de marca entre Chevrolet y Ford en el TC, tratando de encontrar la performance justa que le diera nuevamente la victoria, mientras que en el TC 2000 se mantendría fiel a la marca Chevrolet compitiendo a las órdenes de los preparadores Hugo Bini o Tulio Crespi, con el fin de poder desarrollar los modelos Vectra y Chevrolet Astra, presentados en esos tiempos. En el año 2002 obtendría su última victoria, compitiendo a bordo de su Chevrolet Chevy, totalizando 10 triunfos en carreras finales de Turismo Carretera.
En el 2006 por primera vez competiría con una marca distinta a Chevrolet-Ford, cuando tomaría la conducción de una Dodge Cherokee del equipo de Rodolfo Di Meglio, con la cual se mantendría hasta el 2007. En el 2008, comienza a dedicar espacio a la formación de la carrera de su hijo mayor Tomás Urretavizcaya, quien comenzaba a hacer sus primeras armas en el automovilismo argentino. Al mismo tiempo, volvería a correr a bordo de un Chevrolet Chevy, marca de la cual según sus propias palabras se confesaría simpatizante. En el 2009, comparte la estructura con su hijo, aunque en distintas divisiones, ya que Tomás correría en TC Pista ese año. Al mismo tiempo, Roberto se llevaría su alegría más importante como padre, ya que su hijo se consagraría campeón a bordo de un Chevrolet Chevy atendido por la escudería de Pablo Satriano y siendo además, el primer campeón de TC Pista en ser definido por el sistema de Play Off.
En el 2010, cumplió el sueño de emular a pilotos como la Familia Di Palma, los Hermanos Gálvez o los Hermanos Emiliozzi, ya que por primera vez volverían a aparecer en pista dos miembros de una misma familia, en este caso Tomás y Roberto Urretavizcaya. Para ello, Roberto le cedería a su hijo la butaca de su Chevy del equipo de Satriano, yendo a incorporarse al equipo Castellano Power Team, donde volvería a correr con una Dodge Cherokee. Sin embargo, esta alegría duraría poco ya que en la cuarta fecha el equipo de Satriano se retiraría de la divisional mayor, dejando a Tomás sin correr. Ante esto, Roberto gestionó la continuidad de su hijo ante su jefe de equipo, el excampeón Oscar Castellano, quien aceptó de buen grado incorporar al joven Tomás, rescindiendo el contrato del veterano Roberto. Sin embargo, la carrera de "Tito" no se cerraría aquí, ya que ese mismo año resolvió su incorporación al Top Race, conduciendo un Volkswagen Passat V del equipo Halcón Motorsport. Con esta escudería competiría hasta el 2011, intentando nuevamente la posibilidad de compartir el escenario con su hijo.
Finalmente, en el 2011 Roberto anunció su retiro, efectivizando una vez más el encuentro con Tomás en una pista. Para su retirada le fue confiado un Ford Falcon del equipo de José Savino, con el fin de poder retir. Esta carrera, tuvo lugar en el Autódromo Eusebio Marcilla de Junín, que fuera inaugurado el 7 de agosto de 2011, con motivo de la 10.ª fecha del Turismo Carretera.

### Fallecimiento
El 15 de marzo de 2023, Roberto Urretavizcaya sufrió un accidente vial, al caer de su motocicleta mientras transitaba por un camino de tierra, entre Chacabuco y Bragado, provocándole traumatismo craneal y contusión pulmonar, por lo que debió ser hospitalizado en la ciudad de Junín. Finalmente tras más de un mes internado, falleció el 25 de abril de 2023 tras sufrir un paro cardiorrespiratorio. Fue enterrado en el cementerio general de su natal Chacabuco.

## Trayectoria
| Temporada | Categoría                 | Equipo                | Coches              | Carreras | Victorias | Podios | Poles | VR | Puntos | Pos. |
| --------- | ------------------------- | --------------------- | ------------------- | -------- | --------- | ------ | ----- | -- | ------ | ---- |
| 1981      | Fórmula Renault Argentina | Cuervo-Abadía         | Depac-Renault       | 7        | 1         | 2      | 1     | 0  | 6.00   | 12.º |
| 1982      | Fórmula Renault Argentina | Cuervo-Abadía         | Crespi-Renault      | 9        | 7         | 7      | 9     | 6  | 66.00  | 1.º  |
| 1983      | Fórmula 2 Codasur         | Cuervo-Abadía         | Berta-Volkswagen    | 12       | 0         | 2      | 0     | 0  | 12.00  | 9.º  |
| 1984      | Fórmula 2 Codasur         | Cuervo-Abadía         | Berta-Volkswagen    | 10       | 0         | 1      | 0     | 0  | 6.00   | 11.º |
| 1985      | Fórmula 2 Codasur         | Cuervo-Abadía         | Berta-Volkswagen    | 4        | 0         | 0      | 0     | 0  | 1.00   | 17.º |
| 1986      | Turismo Carretera         | Supertap Chivilcoy    | Chevrolet Chevy     | 6        | 0         | 0      | 0     | 0  | 67.00  | 18.º |
| 1987      | Turismo Carretera         | Supertap Chivilcoy    | Chevrolet Chevy     | 12       | 0         | 1      | 0     | 1  | 79.50  | 17.º |
| 1988      | Turismo Carretera         | Supertap Chivilcoy    | Chevrolet Chevy     | 14       | 1         | 1      | 1     | 0  | 92.00  | 14.º |
| 1989      | Turismo Carretera         | Supertap Chivilcoy    | Chevrolet Chevy     | 13       | 2         | 2      | 0     | 1  | 64.00  | 16.º |
| 1990      | Turismo Carretera         | Supertap Chivilcoy    | Chevrolet Chevy     | 9        | 0         | 0      | 0     | 0  | 32.00  | 32.º |
| 1991      | Turismo Carretera         | Supertap Chivilcoy    | Chevrolet Chevy     | 14       | 0         | 0      | 1     | 0  | 54.00  | 23.º |
| 1992      | Turismo Carretera         | Supertap Chivilcoy    | Chevrolet Chevy     | 16       | 0         | 0      | 0     | 1  | 107.00 | 12.º |
| 1993      | Turismo Carretera         | Supertap Chivilcoy    | Chevrolet Chevy     | 16       | 1         | 3      | 2     | 4  | 165.50 | 6.º  |
| 1994      | Turismo Carretera         | Supertap Chivilcoy    | Chevrolet Chevy     | 16       | 0         | 1      | 0     | 0  | 126.00 | 10.º |
| 1995      | Turismo Carretera         | Di Meglio - Lynn      | Ford Falcon         | 15       | 3         | 4      | 1     | 4  | 169.00 | 5.º  |
| 1995      | Turismo Competición 2000  | Stranno-Maldonado     | Volkswagen Pointer  | 1        | 0         | 0      | 0     | 0  | 0.00   | 46.º |
| 1996      | Turismo Carretera         | Di Meglio - Lynn      | Ford Falcon         | 16       | 0         | 4      | 1     | 1  | 120.50 | 10.º |
| 1997      | Turismo Carretera         | Di Meglio - Lynn      | Ford Falcon         | 16       | 1         | 2      | 1     | 2  | 138.50 | 8.º  |
| 1997      | Turismo Competición 2000  | Crespi Competicion    | Chevrolet Vectra II | 11       | 0         | 1      | 0     | 0  | 26.00  | 16.º |
| 1997      | Top Race                  | Lepiane Motorsport    | Volkswagen Golf VR6 | 5        | 1         | 1      | 0     | 1  | 66.00  | 6.º  |
| 1997      | Top Race                  | Lepiane Motorsport    | Ford Mondeo I       | 3        | 0         | 0      | 0     | 0  | 66.00  | 6.º  |
| 1998      | Turismo Carretera         | Di Meglio Motorsport  | Ford Falcon         | 11       | 0         | 0      | 0     | 0  | 85.50  | 18.º |
| 1998      | Turismo Carretera         | Deambrosi Competición | Chevrolet Chevy     | 4        | 0         | 0      | 0     | 0  | 85.50  | 18.º |
| 1998      | Turismo Competición 2000  | Crespi Competicion    | Chevrolet Vectra II | 18       | 0         | 3      | 1     | 2  | 71.00  | 9.º  |
| 1999      | Turismo Carretera         | Deambrosi Competición | Chevrolet Chevy     | 10       | 0         | 2      | 0     | 0  | 81.00  | 19.º |
| 1999      | Turismo Competición 2000  | Belloso Competicion   | Ford Escort Zetec   | 10       | 0         | 0      | 0     | 0  | 11.00  | 20.º |
| 2000      | Turismo Carretera         | Álvarez-De Benedictis | Ford Falcon         | 16       | 0         | 1      | 0     | 0  | 93.50  | 17.º |
| 2000      | Turismo Competición 2000  | Pierandrei Team       | Honda Civic VI      | 13       | 0         | 0      | 0     | 0  | 43.00  | 13.º |

## Palmarés
| Título  | Categoría                 | Automóvil        | Año  |
| ------- | ------------------------- | ---------------- | ---- |
| Campeón | Fórmula Renault Argentina | Tulia XX-Renault | 1982 |

### Sus victorias en el TC
| #   | Fecha                  | Circuito              | Automóvil       |
| --- | ---------------------- | --------------------- | --------------- |
| 765 | 8 de enero de 1989     | Vuelta de San Lorenzo | Chevrolet Chevy |
| 769 | 7 de mayo de 1989      | Vuelta de Olavarría   | Chevrolet Chevy |
| 828 | 7 de marzo de 1993     | Balcarce              | Chevrolet Chevy |
| 862 | 26 de marzo de 1995    | San Carlos de Bolívar | Ford Falcon     |
| 865 | 28 de mayo de 1995     | San Carlos de Bolívar | Ford Falcon     |
| 867 | 2 de julio de 1995     | Nueve de Julio        | Ford Falcon     |
| 895 | 20 de abril de 1997    | Trelew                | Ford Falcon     |
| 957 | 18 de febrero de 2001  | Punta Indio           | Ford Falcon     |
| 963 | 1 de julio de 2001     | Rafaela               | Ford Falcon     |
| 987 | 1 de diciembre de 2002 | Mar de Ajó            | Chevrolet Chevy |

Total: 10 victorias en TC

## Resultados

### Turismo Competición 2000
| Año  | Equipo                | Auto                | 1     | 2     | 3     | 4     | 5     | 6    | 7     | 8     | 9      | 10     | 11     | 12    | 13    | 14     | 15     | 16     | 17    | 18    | 19        | 20     | 21     | 22     | 23    | 24        | 25        | 26    | 27     | 28     | Res. | Puntos |
| ---- | --------------------- | ------------------- | ----- | ----- | ----- | ----- | ----- | ---- | ----- | ----- | ------ | ------ | ------ | ----- | ----- | ------ | ------ | ------ | ----- | ----- | --------- | ------ | ------ | ------ | ----- | --------- | --------- | ----- | ------ | ------ | ---- | ------ |
| 1997 |                       |                     | RAF I | RAF I | RC I  | RC I  | POS   | POS  | SJU I | SJU I | PAR    | PAR    | GR     | GR    | BB I  | BB I   | SJU II | SJU II | RC II | RC II | NDJ       | NDJ    | MZA    | MZA    | BB II | BB II     | TRE       | TRE   | RAF II | RAF II | 16°  | 26     |
| 1997 | Crespi Competición    | Chevrolet Vectra II |       |       |       |       |       |      |       |       |        |        |        |       |       |        | 7      | 7      | 6     | 15    | 20† (15†) | 11     | Ret    | NL     | 3     | 18† (13†) | 19† (15†) | NL    |        |        | 16°  | 26     |
| 1998 |                       |                     | AG I  | AG I  | MDP I | MDP I | RC I  | RC I | SJU I | SJU I | OLA    | OLA    | GR     | GR    | PAR I | PAR I  | BA     | BA     | BB    | BB    | SJU II    | SJU II | MDP II | MDP II | RC II | RC II     | AG II     | AG II | PAR II | PAR II | 9°   | 71     |
| 1998 | Crespi Competición    | Chevrolet Vectra II |       |       |       |       |       |      |       |       |        |        | 12     | 5     | 10    | Ret    | 7      | 2      | 8     | 10    | 6         | 13†    | 3      | 11     | 6     | 14†       | Ret       | 12†   | 8      | 3      | 9°   | 71     |
| 1999 |                       |                     | AG I  | AG I  | MDP   | MDP   | POS   | POS  | OLA   | OLA   | RC     | RC     | BA I   | BA I  | BB    | BB     | TRE    | TRE    | AG II | AG II | GR        | GR     | RAF    | RAF    | PAR   | PAR       | SJO       | SJO   | BA II  | BA II  | 20°  | 11     |
| 1999 | Belloso Competición   | Ford Escort VI      |       |       |       |       |       |      |       |       |        |        |        |       |       |        |        |        | 9     | Ret   | 15        | Ret    | 6      | 16     | 21    | 8         | Ret       | Ret   | WD     | WD     | 20°  | 11     |
| 2000 |                       |                     | RC I  | TRE   | AG    | SJU I | PAR I | OBE  | BB    | RAF   | BA I   | SJO    | SJU II | RC II | BA II | PAR II |        |        |       |       |           |        |        |        |       |           |           |       |        |        | 13°  | 43     |
| 2000 | Pierandrei Team       | Honda Civic VI      | 4     | Ret   | 8     | 12    | 4     | 9    | 4     | Ex.   | Ret    | 9      | 6      | Ret   | 13†   | Ret    |        |        |       |       |           |        |        |        |       |           |           |       |        |        | 13°  | 43     |
| 2001 |                       |                     | RAF   | RC    | BB    | SJU I | PAR   | BA I | OBE   | AG I  | SJO    | SJU II | MDA    | RES   | AG II | BA II  |        |        |       |       |           |        |        |        |       |           |           |       |        |        | -    | 0      |
| 2001 | Bini Special Team     | Chevrolet Vectra II |       |       | 12    | Ret   | Ret   |      |       |       |        |        |        |       |       |        |        |        |       |       |           |        |        |        |       |           |           |       |        |        | -    | 0      |
| 2002 |                       |                     | GR    | RC    | SJU I | BB    | RES   | OBE  | AG    | SAL   | SJU II | PAR    | BA     | SRA   | PIG   | MDP    |        |        |       |       |           |        |        |        |       |           |           |       |        |        | -    | 0      |
| 2002 | Crespi Competición    | Chevrolet Astra II  |       |       |       |       |       |      |       |       |        |        | 15     | 15    | 15†   | 22†    |        |        |       |       |           |        |        |        |       |           |           |       |        |        | -    | 0      |
| 2004 |                       |                     | GR    | VIE   | SJU   | PAR   | SL    | OBE  | AG    | CON   | RC     | SRA    | BB     | BA    | RAF   | MDP    |        |        |       |       |           |        |        |        |       |           |           |       |        |        | -    | -      |
| 2004 | Sportteam Competición | Volkswagen Bora     |       |       |       |       |       |      |       |       |        |        |        | 14    |       |        |        |        |       |       |           |        |        |        |       |           |           |       |        |        | -    | -      |
| 2005 |                       |                     | BA I  | PAR   | VIE   | SJU   | OLA   | AG   | CUR   | OBE   | RAF    | SRA    | CON    | BA II | SL    | GR     |        |        |       |       |           |        |        |        |       |           |           |       |        |        | -    | -      |
| 2005 | Sportteam Competición | Volkswagen Bora     |       |       |       |       |       |      |       |       |        |        |        | Ret   |       |        |        |        |       |       |           |        |        |        |       |           |           |       |        |        | -    | -      |
| 2006 |                       |                     | BA I  | OLA   | CR    | VIE   | SFE   | SJU  | SRA   | RES   | CUR    | SMM    | GR     | BA II | OBE   | PAR    |        |        |       |       |           |        |        |        |       |           |           |       |        |        | -    | -      |
| 2006 | Sportteam Competición | Volkswagen Bora     |       |       |       |       |       |      |       |       |        |        |        | 8     |       |        |        |        |       |       |           |        |        |        |       |           |           |       |        |        | -    | -      |
| 2007 |                       |                     | CR    | GR    | BB    | SMM   | SJU   | SP   | AG    | SFE   | SRA    | VIE    | BA     | OBE   | SL    | PDE    |        |        |       |       |           |        |        |        |       |           |           |       |        |        | -    | -      |
| 2007 | Sportteam Competición | Volkswagen Bora     |       |       |       |       |       |      |       |       |        |        | 6      |       |       |        |        |        |       |       |           |        |        |        |       |           |           |       |        |        | -    | -      |
| 2009 |                       |                     | AG    | GR    | OBE   | SMM   | TRH   | RES  | BA    | CEN   | SFE    | SFE    | SJU    | SJU   | PDF   |        |        |        |       |       |           |        |        |        |       |           |           |       |        |        | -    | -      |
| 2009 | DTA                   | Chevrolet Astra II  |       |       |       |       |       |      |       |       |        |        |        |       | Ret   |        |        |        |       |       |           |        |        |        |       |           |           |       |        |        | -    | -      |

#### Copa TC 2000
| Año  | Equipo            | Auto                | 1    | 2   | 3  | 4     | 5     | 6    | 7   | 8    | 9    | 10     | 11     | 12    | 13    | 14     | Res. | Puntos |
| ---- | ----------------- | ------------------- | ---- | --- | -- | ----- | ----- | ---- | --- | ---- | ---- | ------ | ------ | ----- | ----- | ------ | ---- | ------ |
| 2000 |                   |                     | RC I | TRE | AG | SJU I | PAR I | OBE  | BB  | RAF  | BA I | SJO    | SJU II | RC II | BA II | PAR II | 2°   | 144    |
| 2000 | Pierandrei Team   | Honda Civic VI      | 1    | Ret | 2  | 3     | 2     | 2    | 1   | Ex.  | Ret  | 2      | 1      | Ret   | 3†    | Ret    | 2°   | 144    |
| 2001 |                   |                     | RAF  | RC  | BB | SJU I | PAR   | BA I | OBE | AG I | SJO  | SJU II | MDA    | RES   | AG II | BA II  | 16°  | 12     |
| 2001 | Bini Special Team | Chevrolet Vectra II |      |     | 3  | Ret   | Ret   |      |     |      |      |        |        |       |       |        | 16°  | 12     |

#### Copa Endurance Series
| Año  | Equipo | Auto               | 1   | 2  | 3   | Res. | Puntos |
| ---- | ------ | ------------------ | --- | -- | --- | ---- | ------ |
| 2009 |        |                    | TRH | BA | PDF | -    | 0      |
| 2009 | DTA    | Chevrolet Astra II |     |    | Ret | -    | 0      |